# Julius Hjulian
Julius Hjulian  (15 de marzo de 1903 en Suecia – febrero de 1974) fue un jugador de fútbol de Estados Unidos. Jugó como Arquero.

## Selección nacional
Fue miembro de la selección estadounidense con 2 encuentros y jugó 1 Mundial en 1934. Hjulian disputó el partido clasificatorio al Mundial de 1934 ante México en Roma, donde fue victoria por 4-2, y participó en la derrota en primera fase ante Italia por 1-7 en el Mundial de aquel año.

### Participaciones en Copas del Mundo
| Mundial                        | Sede   | Resultado    |
| ------------------------------ | ------ | ------------ |
| Copa Mundial de Fútbol de 1934 | Italia | Primera fase |

## Clubes
| Club                | País           | Año         |
| ------------------- | -------------- | ----------- |
| Chicago Sparta      | Estados Unidos | Desconocido |
| Chicago Wonderbolts | Estados Unidos | Desconocido |